# Clàssica de Sant Sebastià 2002
La Clàssica de Sant Sebastià 2002, 22a edició de la Clàssica de Sant Sebastià, és una cursa ciclista que es va disputar el 10 d'agost de 2002. El vencedor final fou el francès Laurent Jalabert, de l'equip Team CSC-Tiscali, seguit pel basc Igor Astarloa i l'italià Gabriele Missaglia.

## Classificació general
|    | Ciclista                 | Equip                | Temps      |
| -- | ------------------------ | -------------------- | ---------- |
| 1  | Laurent Jalabert (FRA)   | Team CSC-Tiscali     | 5h 47' 30" |
| 2  | Igor Astarloa (ESP)      | Saeco-Longoni Sport  | m. t.      |
| 3  | Gabriele Missaglia (ITA) | Lampre-Daikin        | m. t.      |
| 4  | Andrei Kivilev (KAZ)     | Cofidis              | m. t.      |
| 5  | Dario Frigo (ITA)        | Tacconi Sport-Emmegi | m. t.      |
| 6  | Danilo Di Luca (ITA)     | Saeco-Longoni Sport  | + 35"      |
| 7  | Paolo Bettini (ITA)      | Mapei-Quick Step     | m. t.      |
| 8  | Nico Mattan (BEL)        | Cofidis              | m. t.      |
| 9  | Laurent Dufaux (SUI)     | Alessio              | m. t.      |
| 10 | Guennadi Mikhailov (RUS) | Lotto-Adecco         | + 41"      |